# Mesodon clenchi
Mesodon clenchi es una especie de molusco gasterópodo de la familia Polygyridae en el orden de los Stylommatophora. Su nombre popular es caramujo de Oregón.

## Distribución geográfica
Es endémica de Estados Unidos.

## Hábitat
Su hábitat natural son: zonas rocosas

## Estado de conservación
Se encuentra amenazada de extinción por la pérdida de su hábitat natural.